# Eupithecia ancillata
Eupithecia ancillata es una especie de polilla de la familia Geometridae. La especie fue descrita por primera vez por Mironov y Galsworthy habiendo sido descrita en 1970, con distribución en China (especialmente en la provincia de Shaanxi), Corea y Japón.
La envergadura de las alas es de unos 15 a 19 milímetros (0,6 a 0,7 plg). Las alas anteriores son de color gris pardusco pálido y las traseras son de color gris parduzco.